# Atomorpha baloutschistana
Atomorpha baloutschistana är en fjärilsart som beskrevs av Eugen Wehrli 1953. Atomorpha baloutschistana ingår i släktet Atomorpha och familjen mätare. Inga underarter finns listade i Catalogue of Life.